# Marble Bar
Marble Bar är ett samhälle beläget i nordvästra Australien. Orten hade år 2006 198 invånare men i slutet av 1800-talet var folkmängden mycket större, 5 000 invånare år 1891.
Marble Bar är framförallt känt på grund av ett extremt klimat där mängder med temperaturrekord har slagits. Marble bar har bland annat världsrekordet vad gäller antalet dagar i sträck med maxtemperatur över 100 grader Fahrenheit (38 grader C), 31 oktober 1923 till 7 april 1924 noterade man hela 160 dagar i följd med så höga temperaturer.
Högsta temperatur som uppmätts i Marble Bar är 49,2 grader C och temperaturer över 45 grader C är vanliga under sommarmånaderna. Dagsmedeltemperaturen är minst 36 grader från oktober till och med april. Årets svalaste månad är juli med en dagsmedeltemperatur på 26,8 grader C. Nederbörden är i genomsnitt 362 mm/år. Värt att notera är att orten till skillnad från bland annat Death Valley i USA inte är belägen i ett område där topografin bidrar till det extremt varma vädret.
Marble Bar är även namnet på en klippformation i regionen. 